# Constant Chatenier
Pour les articles homonymes, voir Chatenier.
Xavier-Constant Chatenier, né le 18 avril 1849 à Miribel (Drôme) et mort le 6 mars 1926 dans la même ville, était un enseignant et botaniste français.

## Biographie
Il fut instituteur, nommé en 1883, et directeur de l'école primaire de Bourg-de-Péage, poste qu'il occupa pendant 22 ans.
Taxinomiste éminent, il fit ses recherches principalement dans la Drôme, où il a découvert de nouvelles espèces : par exemple Asplenium lepidum C.Presl subsp. pulverulentum Christ & Chatenier ou Cotoneaster delphinensis Chatenier, 1923.
Il a collaboré à la Flore de France de Gaston Bonnier et à la Grande Flore de France de Georges Rouy et Julien Foucaud. Il s'est également spécialisé dans l'étude des mollusques terrestres et fluviaux, et publie un catalogue du département de la Drôme en 1888. En 1904, il fut Conseiller d'arrondissement de Romans, et maire de Miribel en 1913 .

## Publications

### Sélections d'articles
- M. Constant Chatenier, Observations botaniques, 1885-1887
- M. Constant Chatenier, « Esquisse De La Flore De Lus-La-Croix-Haute (Drome) », Bulletin de la Société Botanique de France, vol. 44, no sup1,‎ janvier 1897, p. CXXXV–CXLVIII (ISSN 0037-8941, DOI 10.1080/00378941.1897.10839655, lire en ligne, consulté le 2 décembre 2020)
- M. Constant Chatenier, « Plantes nouvelles, rares ou critiques du bassin moyen du Rhône », Bulletin de la Société Botanique de France, vol. 69, no 5,‎ 1er janvier 1922, p. 710–718 (ISSN 0037-8941, DOI 10.1080/00378941.1922.10833493, lire en ligne, consulté le 2 décembre 2020)
- M. Chatenier, « Lettre à M. Malinvaud », Bulletin de la Société Botanique de France, vol. 46, no 4,‎ 1er janvier 1899, p. 251–251 (ISSN 0037-8941, DOI 10.1080/00378941.1899.10831734, lire en ligne, consulté le 2 décembre 2020)

### Espèces décrites
Liste des espèces décrites par Chatenier :
- Anthyllis sericata Chatenier ex Rouy, Fl. France [Rouy & Foucaud] 4: 287, in syn. (1897).
- Asplenium pulverulentum Chatenier, Bull. Soc. Bot. France 58: 348 (1911).
- Carex strigosula Chatenier, Bull. Soc. Bot. France 58: 347, hybr. (1911).
- Cotoneaster amphigenus Chatenier, Bull. Soc. Bot. France 69: 714, hybr. (1923).
- Cotoneaster delphinensis Chatenier, Bull. Soc. Bot. France 69: 712 (1923).
- Cytisus ardoinoanus Chatenier, Bull. Soc. Bot. France 57: 122 (1910), nom. illeg.
- Cytisus ardoinoanus var. sauzeanus (Burnat & Briq.) Chatenier, Bull. Soc. Bot. France 57: 122 (1910).
- Fumana coridifolia Chatenier ex Rouy & Foucaud, Fl. France [Rouy & Foucaud] 2: 316 (1895).
- Helianthemum leucophaeum Chatenier, Bull. Soc. Bot. France 59(Sess. Extraord.): xxxv, hybr. (1913).
- Helianthemum pallidiflorum Chatenier, Bull. Soc. Bot. France 59(Sess. Extraord.): xxxv, hybr. (1913).
- Helianthemum vestitum Chatenier, Bull. Soc. Bot. France 59(Sess. Extraord.): xxxiv (1913).
- Lens cordata Chatenier, Bull. Soc. Bot. France 57: 123 (1910).
- Lythrum purpurascens Chatenier, Bull. Soc. Bot. France 69: 716 (1923).
- Malva decipiens Chatenier ex Rouy & Foucaud, Fl. France [Rouy & Foucaud] 4: 36, hybr. (1897).
- Scleranthus glaucinus Chatenier, Bull. Soc. Bot. France 57: 124 (1910).
- Viola alpigena Chatenier, Bull. Soc. Bot. France 58: 284, hybr. (1911).
- Viola cebennensis Chatenier, Bull. Soc. Bot. France 58: 286, hybr. (1911).
- Viola gracillima Chatenier, Bull. Soc. Sci. Nat. Sud-Est iv. 37 (1885), in obs., hybr.
- Viola granitica Chatenier, Bull. Soc. Bot. France 58: 287, hybr. (1911).
- Viola rhodanica Chatenier & Revol ex Chatenier, Bull. Soc. Bot. France 69: 710 (1923).

## Honneurs
- Société botanique de France : membre 1890., 1890
- Société botanique de Lyon : Membre 1900., 1900
- Société d'archéologie, d'histoire et de géographie de la Drôme : membre titulaire
- Société des sciences naturelles de la Drôme : membre fondateur 1887., 1887
- Société linnéenne de Lyon : Membre 1900., 1900[2]